# Rod Evans
Roderick Evans (* 19. ledna 1947 Slough, Berkshire) je bývalý anglický zpěvák a zakládající člen skupiny Deep Purple (1968). Zpíval na prvních třech albech skupiny a hitovém singlu "Hush". V roce 1969 byl nahrazen Ianem Gillanem.

## Raná kariéra
Ještě před působením ve skupině Deep Purple, hrál Evans společně s Ianem Paicem v The Maze, dříve MI5. V 60. letech hrál ve skupině zvané The Horizons. Byl zakládajícím členem Deep Purple, když se formovali v Hertfordshire v roce 1968. Nejvíce je Evans znám z nahrávky singlu "Hush".
Po nahrání tří alb se skupinou Deep Purple byl v roce 1969 propuštěn a nahrazen Ianem Gillanem. Po jeho odchodu se Deep Purple stali rockovější oproti progresivně a popově zaměřenému soundu dosahovanému s Evansem.

## Post Purple
Poté, co opustil Deep Purple, Rod založil formaci Captain Beyond, společně s bývalým bubeníkem Johnnyho Wintera Bobby Caldwellem, bývalým basistou skupiny Iron Butterfly Lee Dormanem a kytaristou přezdívaným Rhino - Larry Reinhardtem, který také v minulosti působil v Iron Butterfly. Tato skupina byla velmi vlivná na rockové scéně, ale prodej alb nikdy neodrážel jejich hudební umění. Nedostatek komerčního úspěchu způsobil ukončení činnosti skupiny po třech albech.
Evans opustil skupinu Captain Beyond a hudební byznys po jejich prvních dvou albech. Stal se pak ředitelem oddělení dýchací terapie v nemocnici West American hospital, kde působil do roku 1980.

## Reformační spory
V roce 1980 byl požádán manažerem společnosti, která se specializovala na reformaci známých skupin, které přerušily svou činnost, aby se zúčastnil turné skupiny Deep Purple, sestavené z neznámých příležitostných hudebníků. Sestava byla Rod Evans (zpěv), Tony Flynn (kytara), Tom de Rivera (baskytara), Geoff Emery (klávesy) a Dick Jurgens (bicí).
Po několika vystoupeních, končících málem výtržnostmi, byl Evans zažalován manažery skutečných Deep Purple, kteří požadovali úhradu 672 000 USD jako náhradu za neoprávněné používání jména. Výsledkem rozsudku bylo, že Evans ztratil nárok na tantiémy z prvních tří alb skupiny.